# فوغيو شيميزو
فوغيو شيميزو (باليابانية: 清水富士夫) هو مبارز بالسيف ياباني، ولد في 29 يناير 1940 في طوكيو في اليابان.

## وصلات خارجية
- فوغيو شيميزو على موقع أوليمبيديا (الإنجليزية)